# نیروگاه سیکل ترکیبی شهید سلیمی
نیروگاه شهید سلیمی نکا، قبل سال ۱۳۷۴ این نیروگاه  با نام نیروگاه بهشهر نام گذاری شد و بعد از جدا شدن نکا از بهشهر نامش به نیروگاه شهید سلیمی نکا تغییر یافت یکی از نیروگاه‌های ایران از نوع سیکل ترکیبی با ظرفیت تولید ۲۲۱۳٫۸ مگاوات است.
این نیروگاه شامل ۴ واحد بخار ۴۴۰ مگاواتی، یک بلوک سیکل ترکیبی ۴۳۲ مگاواتی متشکل از ۲ واحد گازی ۱۳۶ مگاواتی و ۱ واحد بخار ۱۶۰ مگاواتی و همچنین ۲ واحد توربین انبساطی ۹٫۴ مگاواتی است.

## تاریخچه

### واحد بخاری
قرارداد احداث ۴ واحد بخاری ۴۴۰ مگاواتی در شهرستان نکا در سال ۱۳۵۴ بین وزارت نیروی ایران و سه شرکت به نام‌های: براون، باوری & سی (به انگلیسی: Brown, Boveri & Cie)، باب‌کوک (به انگلیسی: Babcock) و بیلفینگر (به انگلیسی: Bilfinger) منعقد شد. اولین واحد بخاری نیروگاه در دوم مهر ماه ۱۳۵۸ وارد مدار شد.

### واحد گازی
کار نصب و راه‌اندازی تجهیزات واحدهای گازی پس از خرید از شرکت زیمنس آلمان در سال ۱۳۶۷ آغاز شد. اولین واحد آن در پانزدهم مرداد ۱۳۶۹ و واحد بعدی در ۶ آبان همان سال (۱۳۶۹) وارد شبکه شد.
سهمیهٔ گاز نیروگاه نکا در ایام سرد سال و با افزایش مصارف مشترکان بخش خانگی قطع و نیروگاه از مدار خارج می‌شد. برای رفع این مشکل طرح دوگانه‌سوز کردن واحدهای گازی در مهر ۱۳۹۹ به بهره‌برداری رسید. به این ترتیب این واحدها امکان مصرف گازوئیل را پیدا کردند.

### واحد سیکل ترکیبی
این واحد متشکل ساخت شرکت زیمنس است و از ۲ واحد گازی و ۱ واحد بخاری است. در سال ۱۳۶۹ اولین واحد گازی و در سال ۱۳۸۵ با راه‌اندازی واحد سیکل ترکیبی، توان تولیدی این واحد وارد شبکه شد.

## ایجاد آلودگی زیست محیطی برای منطقه
با توجه به مصرف سوخت مازوت ( نفت کوره ) توسط این نیروگاه اثرات مخرب زیست محیطی برای مناطق مسکونی اطراف مشهود است. 

## توان کلی
مجموع توان تولیدی ۴ واحد بخاری نیروگاه ۱۷۶۰ مگا وات می‌باشد. همچنین توان کلی تولیدی توسط واحدهای سیکل ترکیبی و بخاری جمعا ۲۲۱۳/۸ مگاوات

## افتخارات
واحد بخاری این نیروگاه در سال ۱۳۸۶ به عنوان نیروگاه نمونه ایران از نظر (ارایه ظرفیت کامل در زمان‌های پیک بار در فصل تابستان) انتخاب شد.

## طرح توسعه نیروگاه سیکل ترکیبی نکا
پروژه سیکل‌ترکیبی به ظرفیت نامی ۴۸۴ مگاوات در داخل محوطه نیروگاه نکا قرار گرفته و شامل دو واحد گازی ۱۶۲ مگاواتی و یک واحد بخار ۱۶۰ مگاواتی خواهد بود.

## نگارخانه

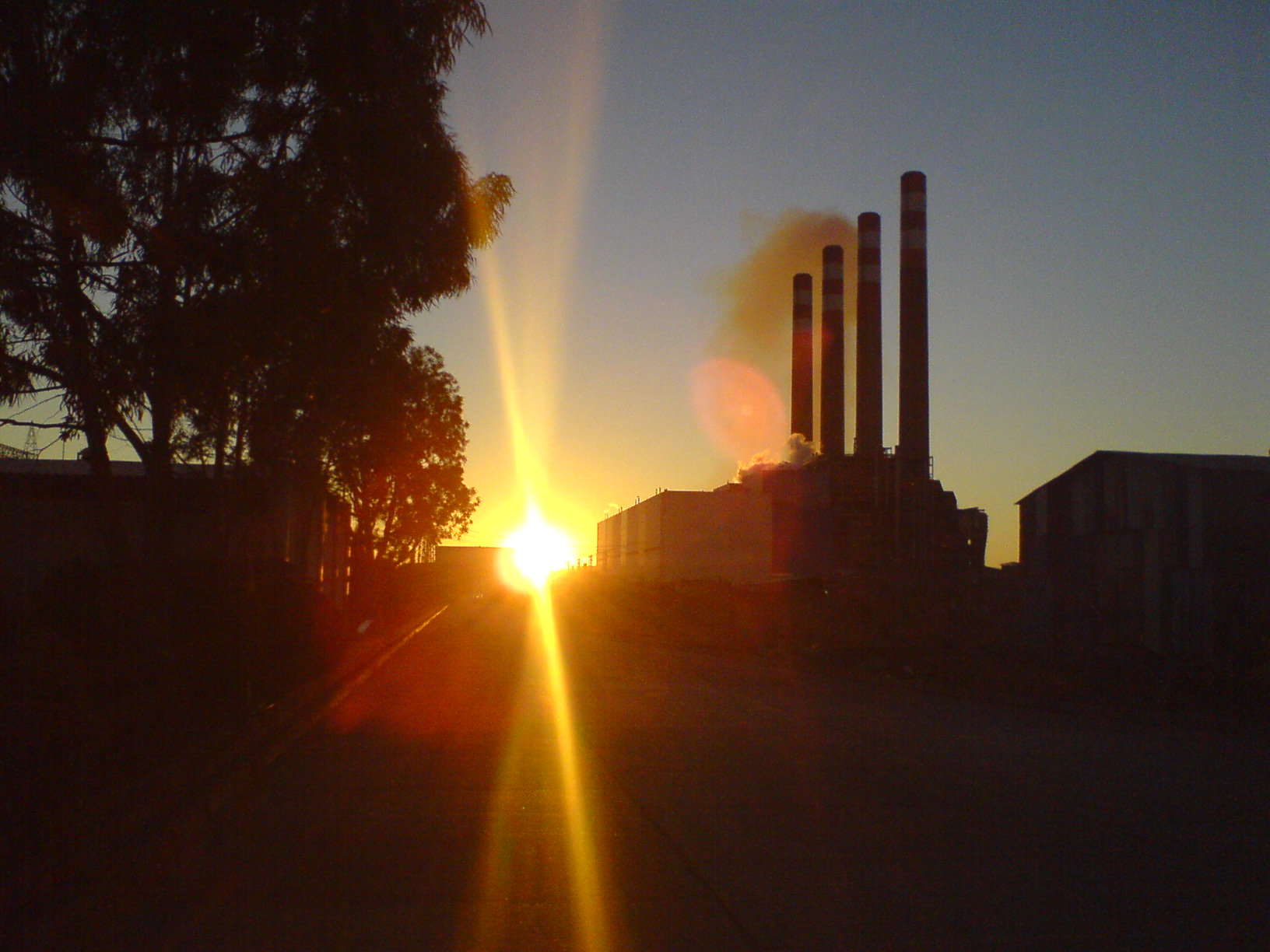
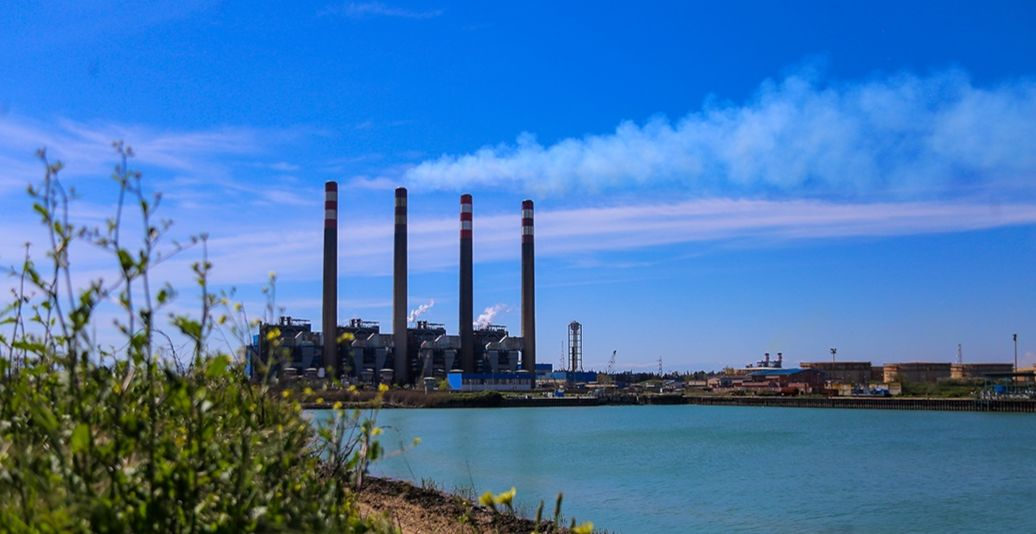
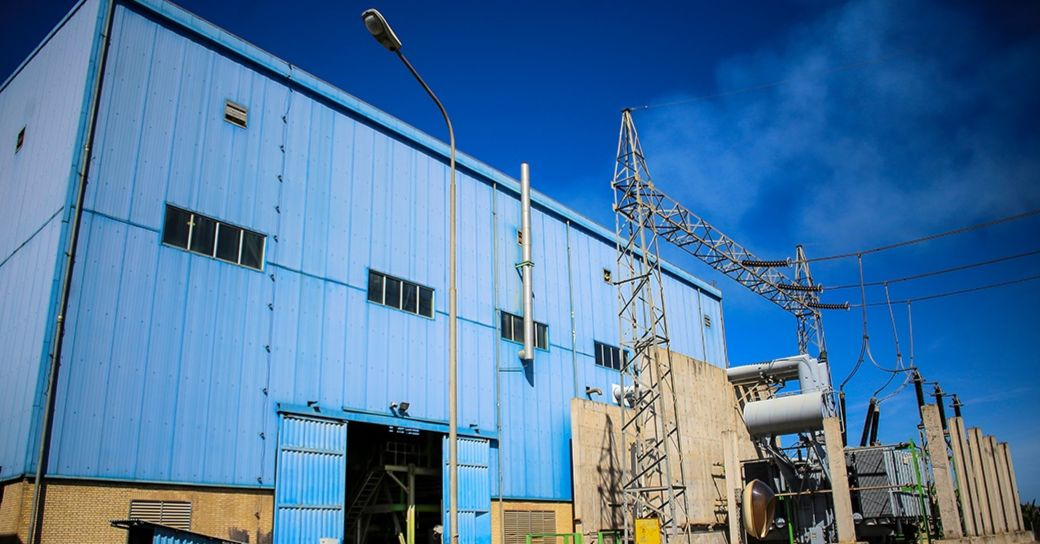
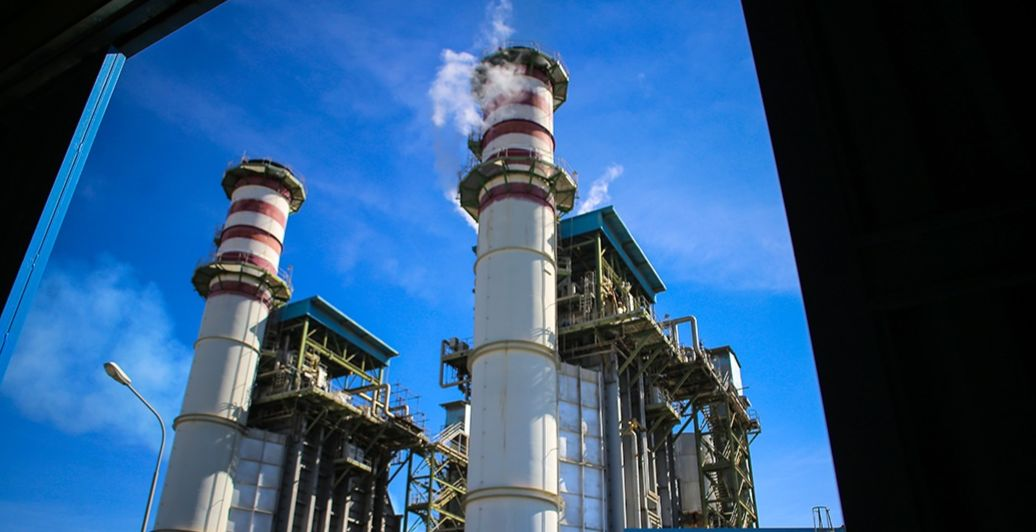
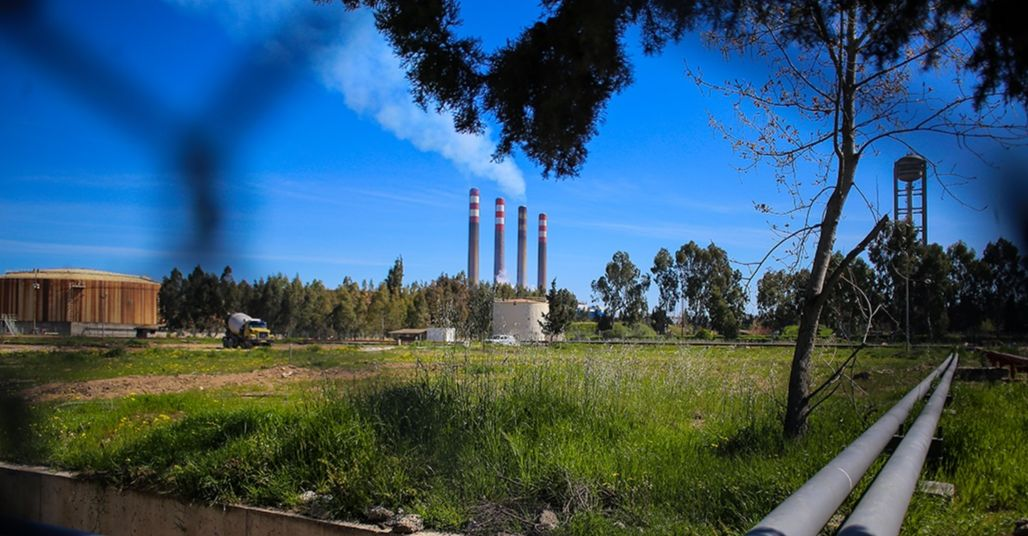
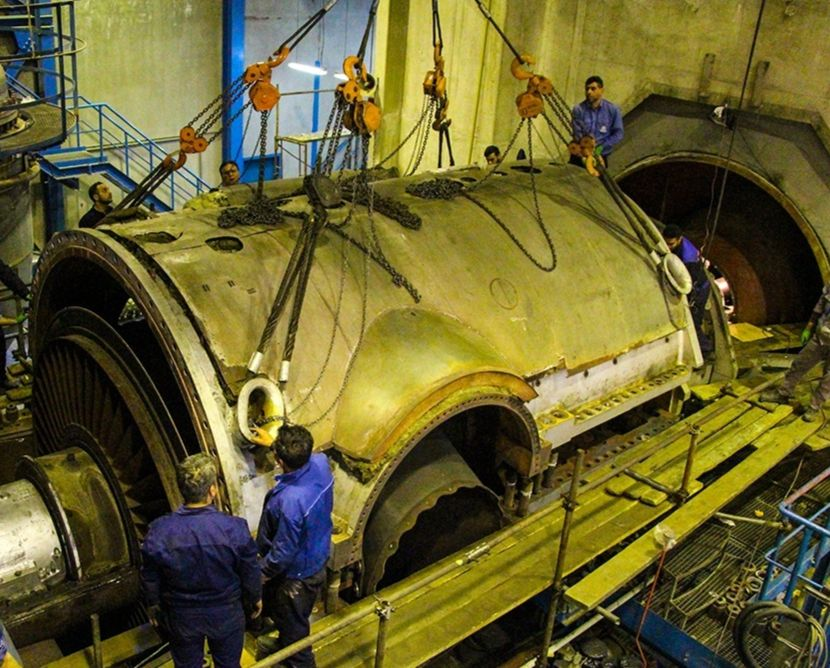
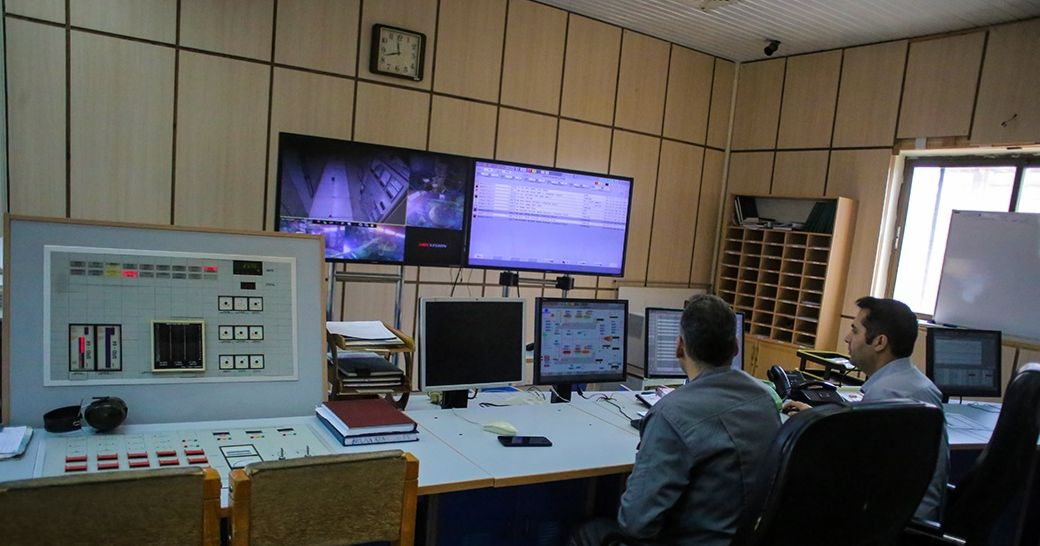

## منبع
1. ↑  نکا
2. 1 2 3 4  «تاریخچه شرکت». بایگانی‌شده از اصلی در ۱ آوریل ۲۰۰۹. دریافت‌شده در ۴ آوریل ۲۰۰۹.
3. ↑  «طرح دوگانه‌سوز شدن واحدهای گازی نیروگاه نکا به بهره‌برداری رسید». خبرگزاری جمهوری اسلامی. ۲۰۲۰-۱۰-۰۶. دریافت‌شده در ۲۰۲۰-۱۰-۰۶.‏
4. 1 2  «اطلاعات کلی در رابطه با نیروگاه سیکل ترکیبی». بایگانی‌شده از اصلی در ۲۸ مارس ۲۰۱۲. دریافت‌شده در ۴ آوریل ۲۰۰۹.
5. ↑  
https://www.irna.ir/news/83227658/مازوت-مهمان-دائمي-نيروگاه-نكا
6. ↑  
https://www.khabaronline.ir/news/377209/%D8%B2%D9%86%D8%AF%DA%AF%DB%8C-%D9%85%D8%B1%D8%AF%D9%85-%D9%86%DA%A9%D8%A7-%D9%88-%D9%85%DB%8C%D8%A7%D9%86%DA%A9%D8%A7%D9%84%D9%87-%D8%B2%DB%8C%D8%B1-%D8%B3%D8%A7%DB%8C%D9%87-%D8%AF%D9%88%D8%AF-%D9%82%D9%87%D9%88%D9%87-%D8%A7%DB%8C-%D8%AA%D8%A7%D8%AB%DB%8C%D8%B1%D8%A7%D8%AA-%D8%B3%D9%88%D8%AE%D8%AA%D9%86/
7. ↑  
https://barghnews.com/fa/news/39256/هشدار-محیط-زیست-مازندران-به-تداوم-آلایندگی-نیروگاه-نکا
8. ↑  «اطلاعات کلی در رابطه با نیروگاه بخاری». بایگانی‌شده از اصلی در ۱ آوریل ۲۰۰۹. دریافت‌شده در ۴ آوریل ۲۰۰۹.
9. ↑  رتبه اول کشور[پیوند مرده]

- مشخصات نیروگاه‌های حرارتی و برقآبی به تفکیک شبکه و خارج از شبکه[پیوند مرده]